# Sarah-Jane
Sarah-Jane (* 26. September 1985 in Indien) ist eine Sängerin volkstümlicher Schlager aus Rothenfluh im Oberbaselbiet (Schweiz).

## Biografie
Im Alter von sechs Monaten wurde Sarah-Jane, Tochter indischer Eltern, von einem Schweizer Ehepaar adoptiert. Sie verbrachte ihre Kindheit in Rothenfluh und machte eine Ausbildung zur Coiffeuse. Sarah-Jane lebt in Rothenfluh (Kanton Basel-Landschaft). Sie war von 2013 bis 2022 mit Bandleader und Manager Dani Sparn zusammen und waren von 2018 bis 2022 verheiratet. Das Paar machte auch das Tabuthema „Fehlgeburten“ öffentlich.

## Karriere
2003 wurde Sarah-Jane von Carlo Brunner beim Talentwettbewerb des Alpenschlagerfestivals in Engelberg entdeckt. 2004 erreichte sie mit dem Titel Ich bin noch viel zu jung den zweiten Platz bei der schweizerischen Vorausscheidung zum Grand Prix der Volksmusik 2004, wo sie sich dann aber mit dem 16. und letzten Platz begnügen musste. Beim Grand Prix der Volksmusik 2005 erreichte sie mit dem Lied Einmal hin, einmal her den zweiten Platz, nachdem sie die schweizerische Vorentscheidung überlegen gewonnen hatte. Am 7. Juni 2008 sang sie vor 42'500 Zuschauern anlässlich der Eröffnung der Euro 2008 in Basel die Schweizer Nationalhymne.
Seit 2018 arbeitete Sarah-Jane mit ihrem Produzenten-Team Manu Stix aus Österreich in Mils und ihrem Exmann Dani Sparn zusammen. Ihre neusten Projekte sind für die Schweizer TV Stationen. In Zusammenarbeit mit Tele Basel, Tele Top und TV Oberwallis produziert und moderiert sie mit ihrem Team zwei TV-Formate. Die redaktionelle TV-Sendung Das will' i g'seh und als Corona-Projekt das Sarah-Jane Showcase. Beide Sendungen hatten in der Schweiz hohe Einschaltquoten dank der Zusammenarbeit der regionalen TV Stationen. Das Album „Mit Herz und Soul“, produziert von Dani Sparn erreichte Platz 1 in der Schlager Hitparade und Platz 11 in den Schweizer Album-Charts.

## Diskografie
- 2004: Ich bin noch viel zu jung (MCP Sound & Media / Tell Music AG / phontana)
  - Promo-Singles: "Ich bin noch viel zu jung", "Die Liebe macht Tränen zu Träumen"
- 2005: Einmal hin, einmal her (MCP Sound&Media / Tell Music AG / phontana)
  - Promo-Singles: "Einmal hin, einmal her"
- 2007: Lebensfreude pur (MCP Sound&Media / Tell Music AG / phontana)
  - Promo-Singles: "Wo wo wo ist der Mann"
  - Single
    - Gondola d'amore2005
    - August 2009: "Stimmungsvoll" (Grüezi Music/Madem)
- 2013: Jubiläums CD "1000 heisse Küsse"
- 2013: DVD "Music Night" mit Peter Kraus, Bo Katzman und Dani Sparn
- 2016: Magic Moments (Grüezi Music/Madem)
- 2016: Single "Du bist mein Kompass"
- 2017: Single "Gefühle tanzen Samba"
- 2021: Single "Dein Lied"
- 2021: Single "Zum Frühstück gehörst du mir"
- 2022: Single "Da rettet mich ein Engel"
- 2022: Album "Mit Herz und Soul"
- 2022: DVD "Mit Herz und Soul" live in concert

## Trivia
Bei einer Volksabstimmung 2011 zur Subventionierung des Theaters Basel wurden Unterschiede zwischen dem Abstimmungsverhalten des ländlich geprägten Oberbaselbietes und dem der stadtnahen Bezirke deutlich. Die fiktive Grenzlinie im Kanton wird seither in Anlehnung an den Röstigraben als „Sarah-Jane-Graben“ bezeichnet.